# حي الثورة (سيحوت)
حي الثورة هو أحد أحياء مدينة سيحوت بمحافظة المهرة اليمنية، بلغ تعداد سكانه 949 نسمة حسب التعداد السكاني في اليمن لعام 2004.